# 卡洛斯·弗朗西斯科·张马林
卡洛斯·弗朗西斯科·张马林（西班牙語：Carlos Francisco Chang Marín，1922年2月26日—2012年5月12日）华裔巴拿马作家、音乐家、画家，曾获巴拿马大学文学奖和青年文学国家奖。